# Rhombophryne minuta
Rhombophryne minuta är en groddjursart som först beskrevs av Jean Guibé 1975.  Rhombophryne minuta ingår i släktet Rhombophryne och familjen Microhylidae. IUCN kategoriserar arten globalt som otillräckligt studerad. Inga underarter finns listade i Catalogue of Life.